# 자율신경실조증
자율신경실조증(dysautonomia, autonomic failure, autonomic dysfunction)은 자율신경계(ANS)가 적절하게 작동하지 않는 질병을 말한다. 이 증상은 심장, 방광, 장, 땀샘, 안구, 혈관의 기능에 영향을 준다. 자율신경실조증은 원인이 다양하지만 모든 원인이 신경병에서 유래한 것은 아니다. 많은 증상이 자율신경실조증의 특성이 되어, 파킨슨병, 다계통 위축증(multiple system atrophy), 루이소체 치매(dementia with Lewy bodies), 엘러스-단로스 증후군(Ehlers–Danlos syndrome), 자가면역자율신경절증(autoimmune autonomic ganglionopathy) 및 자율신경장애증(autonomic neuropathy), 에이즈(HIV/AIDS), 미토콘드리아 이상 질환(mitochondrial cytopathy), 순수 자율신경부전(pure autonomic failure), 자폐증, 체위기립성빈맥증후군(postural orthostatic tachycardia syndrome) 등이 있다.
진단은 증상이 있는 기관계(organ system)에 주목하여 자율신경계 기능 검사를 통해 이뤄진다. 검사는 증상이나 자율신경질병 발달로 이어질 기저 질병 프로세스를 확인하기 위하여 수행된다. 대증치료는 자율신경실조증 관련 증상에 사용 가능하며 일부 질병 프로세스는 직접 치료될 수 있다. 기능부전 심각도에 따라, 자율신경실조증은 거의 증상이 없거나 일시적인 장애, 혹은 평생 위협적인 증상에까지 이를 수 있다.

## 징후 및 증상
자율신경계 기능 부전을 특성으로 하는 일련의 증상인 자율신경실조증은 임상 현장에서는 체위기립성 빈맥증후군이 가장 흔하게 나타나는 다양한 증상 집합체로 나타난다.
사람마다 다양한 증상을 보이는 자율신경실조증은 두 체계를 통해 보내지는 불충분하고 불균형적인 신경원심성(神經遠心性, efferent) 신호 때문이다. 환자 증상은 다음과 같다.
- 발한감소증[1]
- 시야가 흐리거나 다시증처럼 사물이 둘로 보임[1]
- 변실금[1]
- 의식의 혼탁(Brain fog)[1]
- 변비[4]
- 어지럼증[4]
- 연하곤란[13]
- 운동 불내성[1]
- 저혈압[4]
- 기립성 저혈압[1][11]
- 수면 무호흡증[4]
- 실신[4]
- 빠른맥[5]
- 터널시(Tunnel vision)[4]
- 요실금 혹은 요폐[1]

## 원인

빈크리스틴

자율신경실조증은 유전적 혹은 퇴행성 신경계 질환(1차 자율신경실조증primary dysautonomia) 혹은 후천적 획득 질환으로 인한 자율신경계 부상(2차 자율신경실조증secondary dysautonomia)이 원인일 수 있다. 가장 흔한 원인은 다음과 같다.
- 알코올 의존증[13][15]
- 아밀로이드증[4]
- 자가 면역 질환 : 쇼그렌 증후군(Sjögren's syndrome)[16][17][18][19] 혹은 루푸스(lupus), 자가면역 자율신경절증[출처 필요]
- 두개경추불안정(Craniocervical instability)[13]
- 당뇨[13]
- 이튼 랑베르 증후군(Eaton-Lambert syndrome)
- 엘러스-단로스 증후군[20]
- 길랑 바레 증후군(Guillain-Barré syndrome)[13][21][22]
- HIV 및 AIDS[13]
- 만성 코로나[23][24]
- 다발성 경화증, 수막염-요폐증후군(meningitis-retention syndrome)[13]
- 부종양 증후군[25]
- 척수손상[13] 혹은 외상성 뇌손상[26]
- 시누클레인병, 순수자율신경부전(pure autonomic failure), 파킨슨병, 루이소체 치매, 다계통 위축증 등 신경변성 질병[6]
- 신경 관련 수술 혹은 부상[13]
- 독성도 (빈크리스틴)[27]

교감신경계(sympathetic nervous system, SNS)에서 지배적인 자율신경실조증은 섬유근육통, 만성피로증후군, 과민성 대장 증후군, 간질성 방광염과 함께 흔하며, 이런 자율신경실조증은 흔한 집단적 기저 병인일수 있다는 가능성을 제기한다.
자율신경실조증 증상에 더하여 불안도 자율계 기능 부전과 유사한 증상을 보일 수 있다. 생리학적 원인을 밝힐 조사는 중요하지만 관련 연구가 수행되면서 원인이 밝혀지지 않고 증상이 어느 장애와 일치하지 않를 때에 원초적 불안 장애가 나타날 수 있지만 반드시 그런 것은 아니다. 이런 환자에게 불안 민감도(anxiety sensitivity) 지수는 불안 장애 예측성을 가질 수 있지만 벡 불안 목록(Beck Anxiety Inventory)은 자율신경실조증 환자의 불안을 잘못 오도할 수 있다.
미토콘드리아 이상(Mitochondrial cytopathies)은 기립성 조절장애(orthostatic intolerance), 수면 관련 저호흡(hypoventilation), 부정맥으로 나타날 수 있는 자율신경 기능부전이다.

## 기전
자율신경계는 말초신경계의 한 요소이며, 교감신경계(sympathetic nervous system, SNS)와 부교감신경계(parasympathetic nervous system, PSNS)라는 가지(branch)로 이뤄져 있다. 교감신경계는 심박과 혈압이라는 활동적 반응을 통제한다. 부교감신경계는 심박을 낮추고 소화를 돕는다. 증상은 주로 상황이나 환경에 기반한 교감신경계 혹은 부교감신경계의 비정상적 반응에서 발생한다.

## 진단

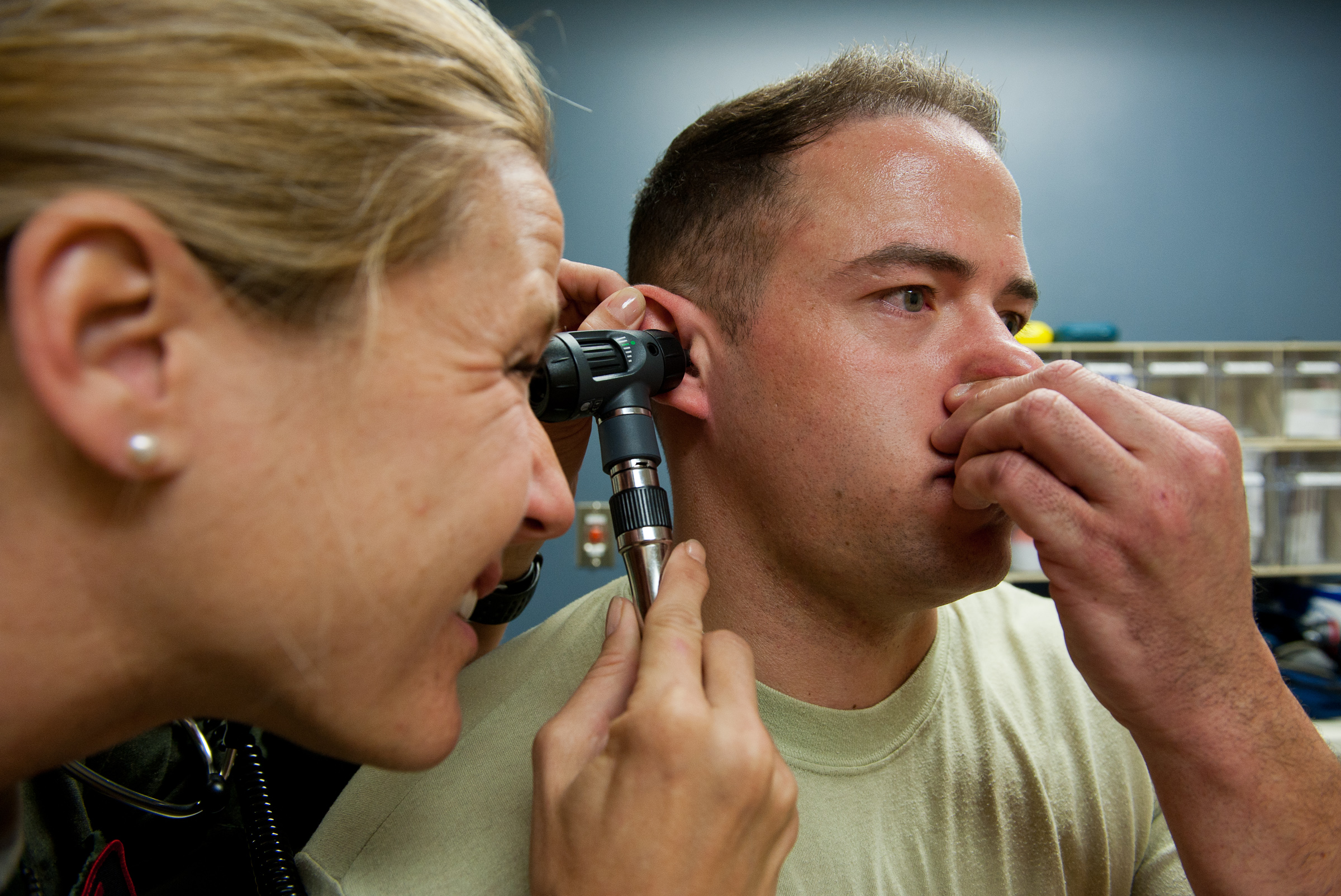
발살바법(Valsalva maneuver)

진단은 심장미주신경(cardiovagal), 아드레날린작용(adrenergic), 땀샘운동성(sudomotor)의 자율적 기능의 전반적 기능에 따라 다르다. 진단은 3분동안 서있다가 엎드려 있는 동안 재는 혈압과 심박 측정을 포함한다. 최고의 진단법은 여러 검사법이 있으며, 특히 자율 반사 스크린(autonomic reflex screen), 기립경사검사(Tilt table test), 땀샘운동성 반응 검사(Electrochemical skin conductance, QSART 혹은 thermoregulatory sweat test)가 유명하다.
추가 검사와 진단은 다음과 같다.
- 보행 혈압 및 심전도(EKG) 모니터링[4][더 나은 출처 필요]
- 한랭승압시험[37]
- 심호흡[37]
- 전기화학 피부 전기전도[출처 필요]
- 저호흡 검사[37]
- 소섬유 신경병증(small fiber neuropathy) 신경 생체검사(Nerve biopsy)[1]
- 양적 땀샘운동성 축삭돌기 반사 검사(Quantitative sudomotor axon reflex test, QSART)[37]
- 기립성 조절장애 검사[37]
- 체온조절 땀 검사[37][26]
- 기립경사검사[37]
- 발살바법[37][26]

자율신경실조증 원인 규명을 위한 검사는 다음과 같다.
- 급성 (간헐성) 포르피린증 검사(Evaluation for acute (intermittent) porphyria)[1]
- 척수병, 뇌졸중, 다계성 위축증을 위한 뇌 및 척추 자기공명영상 검사(Evaluation of brain and spinal magnetic resonance imaging)
- 감염성 질환 및 염증성 질환을 위한 요추천자를 이용한 뇌척수액 검사(Evaluation of cerebrospinal fluid by lumbar puncture)[1]
- 파킨슨병, 루이소체 치매, 순수 자율신경 부전(pure autonomic failure)을 위한 MIBG 심근 스캔 및 DaT 스캔 검사(Evaluation of MIBG myocardial scintigraphy and DaT scan)
- 자율신경병증을 위한 신경 전도 연구 검사(Evaluation of nerve conduction study)

### 자율신경 혈관 근실조증(VVD)
특히 러시아 서적에서 자율신경실조증의 한 하위유형으로 특히 혈관계에 영향을 주는 것을 자율신경 혈관 근실조증(vegetative-vascular dystonia)이라 하였다. "vegetative"는 자율신경계(autonomic nervous system)의 옛 이름인 "vegetative nervous system"을 반영한 것이다.
이 장애와 유사한 유형은 크리미아 전쟁, 미국 남북 전쟁, 인도 식민화 전쟁에 참전한 영국군의 전투 등 역사적으로 여러 전쟁에서 주목되어 왔다. 1871년 미국 정신의학자 제이콥 멘데스 다 코스타(Jacob Mendes Da Costa)는 이 장애를 "예민성 심장 증후군(irritable heart syndrome)" 이른바 다 코스타 증후군(Da Costa's syndrome)으로 불렀다.

## 관리

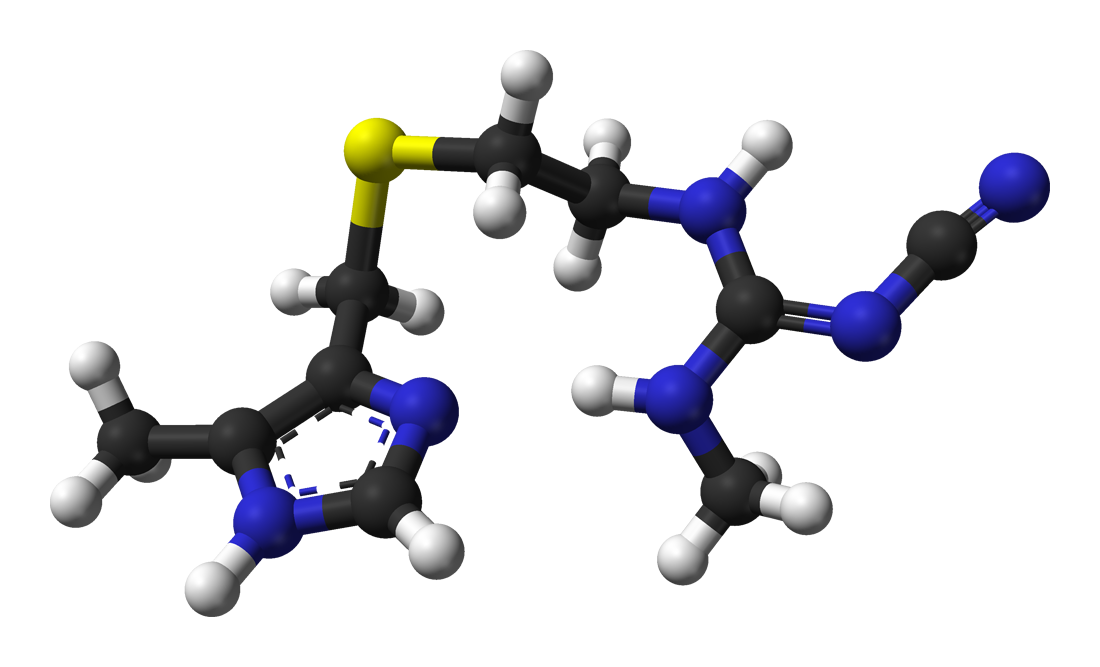
H2 히스타민 수용체 길항체 시메티딘(H_{2} receptor antagonist cimetidine)

여러 증상으로 구성되어 있기에 치료는 어려울 수 있다. 여러 약물치료 조합은 증상을 호소하는 이들을 관리하는데 필요하기도 한다. 자가면역 신경병에서, 면역조절 치료가 수행된다. 당뇨병이 원인이라면 혈당 통제가 중요하다. 치료에는 양성자 펌프 억제제(proton-pump inhibitor)와 H2 수용체 길항제(H2 receptor antagonist)가 있는데, 이는 위 식도 역류병과 같은 소화기관 증상 치료에 사용된다.
비뇨생식계통 자율신경증 치료를 위해, 실데나필(sildenafil, 구아노신 일인산 타입5 포스포디아스테라제 억제제 guanine monophosphate type-5 phosphodiesterase inhibitor)이 사용될 수 있다. 다한증 치료에는  트리헥시페니딜(trihexyphenidyl) 혹은 스코폴라민(scopolamine)과 같은 항콜린 작용성 치료제(anticholinergic agent)가 사용될 수 있다. 또한 일부 경우에는 보툴리눔 독소(botulinum toxin) 타입 A의 피내주사(intracutaneous injection)도 사용할 수 있다.
특히 미국에서는 관상동맥 자율변조(transvascular autonomic modulation)라고 하는 풍선 혈관성형술(Balloon angioplasty)은 자율신경 기능부전 치료에 있어 허가되지 않고 있다.

## 예후
예후는 몇 가지 요소에 의해 좌우된다. 파킨슨병이나 다걔통 위축증 등 중추신경계에서의 만성적, 진행적, 전반적 자율신경실조증 환자는 보통 장기적 예후가 좋지 않다. 자율신경실조증은 폐렴, 급성 호흡 부전, 급성 심폐정지로 인하여 치명적일 수 있다. 기립성 저혈압, 위부전마비(gastroparesis), 미각성 발한(gustatory sweating) 등 자율계 기능 부전 증상은 사망자에게 보다 자주 발견되었다.

## 같이 보기
- 자율신경장애증
- 도파민 베타-하이드록실라제 결핍증
- 가족성 자율신경실조증
- 기립성 조절장애
- 체위기립성빈맥증후군
- 미주신경성 실신

## 참고문헌
- Brading, Alison (1999). 《The autonomic nervous system and its effectors》. Oxford: Blackwell Science. ISBN 978-0-632-02624-1.
- Goldstein, David (2016). 《Principles of Autonomic Medicine》 (PDF) free online version판. Bethesda, Maryland: National Institute of Neurological Disorders and Stroke, National Institutes of Health. ISBN 978-0-8247-0408-7. 2018년 12월 6일에 원본 문서 (PDF)에서 보존된 문서.
- Jänig, Wilfrid (2008). 《Integrative action of the autonomic nervous system : neurobiology of homeostasis》 Digitally print version.판. Cambridge: Cambridge University Press. ISBN 978-0-521-06754-6.
- Lara A, Damasceno DD, Pires R, Gros R, Gomes ER, Gavioli M, Lima RF, Guimarães D, Lima P, Bueno CR, Vasconcelos A, Roman-Campos D, Menezes CA, Sirvente RA, Salemi VM, Mady C, Caron MG, Ferreira AJ, Brum PC, Resende RR, Cruz JS, Gomez MV, Prado VF, de Almeida AP, Prado MA, Guatimosim S (April 2010). “Dysautonomia due to reduced cholinergic neurotransmission causes cardiac remodeling and heart failure”. 《Molecular and Cellular Biology》 30 (7): 1746–56. doi:10.1128/MCB.00996-09. PMC 2838086. PMID 20123977.
- Schiffer, Randolph B.; Rao, Stephen M.; Fogel, Barry S. (2003년 1월 1일). 《Neuropsychiatry》 (영어). Lippincott Williams & Wilkins. ISBN 978-0-7817-2655-9.